# 寒神星
寒神星（77 Frigga）是第77颗被人类发现的小行星，于1862年11月12日发现。寒神星的直径为69.2千米，质量为3.5×1017千克，公转周期为1592.266天。
寒神星以北歐神話的女神弗麗加命名。